# Gentianella pygmaea
Gentianella pygmaea är en gentianaväxtart som först beskrevs av Eduard August von Regel och Schmalh., och fick sitt nu gällande namn av H. Smith apud S. Nilsson. Gentianella pygmaea ingår i släktet gentianellor, och familjen gentianaväxter. Inga underarter finns listade i Catalogue of Life.